# Frédéric Bolli

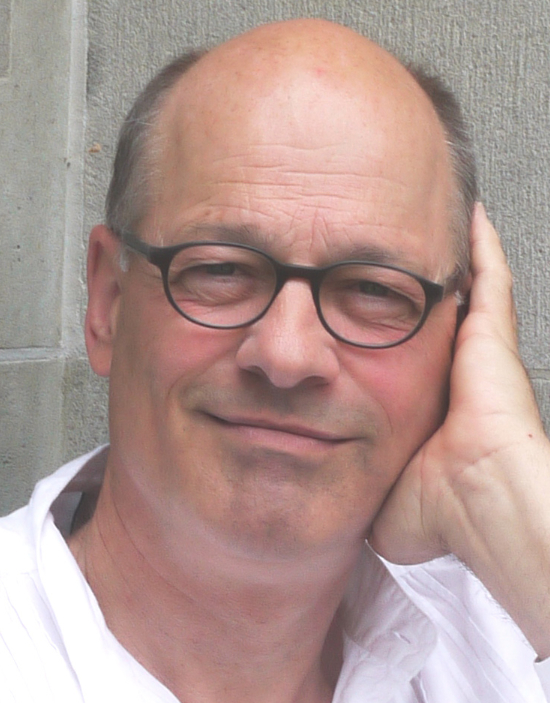
Frédéric Bolli (2014)

Frédéric Bolli (* 16. August 1953 in La Chaux-de-Fonds) ist ein Schweizer Komponist und Sänger.

## Leben
Bolli studierte nach der Matura in Frauenfeld an der Universität Zürich Mathematik, Physik und Musikwissenschaft sowie später Schulmusik.
Seine Ausbildung als Komponist begann zunächst autodidaktisch. Begleitend nahm er Gesangsunterricht bei Rudolf A. Hartmann und bei Ivan Neumann in Zürich sowie bei Elsa Seyfert in Konstanz. Zudem besuchte er den Meisterkurs von Maria Stader. Der Kompositionsunterricht beim Zürcher Komponisten Rolf Urs Ringger setzte erst später ein. Ein Studienaufenthalt beim englischen Komponisten Ivan Moody in Lissabon rundete seine kompositorische Ausbildung ab.
Bolli ist Autor beim Verlag Schweizer Singbuch. Seine Kompositionen sind bei Breitkopf & Härtel, Edition Brendel und beim Pan Verlag erschienen.

## Werke (Auswahl)
Klavier
- Sonate in H, 1981
- Valse triste, 1984
- Lily, Miniaturen, 1992
- 13zu2, 2000–2002
- Trois Nocturnes, 2005/2006
- I dodici mesi (Die zwölf Monate), Präludien und Fugen für Klavier vierhändig, 2009
- La voce di Garibaldi, Milonga, 2012

Orgel, Cembalo
- Präludium, Fuga und Ciacona, 1982
- Toccata für Cembalo, 2014

Orchester
- Pavane für Panflöte und Streicher, 1991
- Klakofonie für Klavier und Orchester, 2001–2003
- Sinfonia nabollitana für Kammerorchester, 2009
- KlaVierHändeKonzert für Klavier zu vier Händen mit kleinem Orchester, 2015

Kammermusik
- Pentagramm für fünf Streicher und Querflöte, 1988
- Rülpsodie, schon blau für Klarinette(n) und Klavier nach George Gershwin, 1992
- Je suis ravi de vous revoir, Monsieur Ravel!

- für Flöte, Violine (Klarinette), Violoncello und Klavier (Orgel) vierhändig, 1990
- Lily, Miniaturen für Altsaxophon (Klarinette oder Bassklarinette) und Klavier, 1995
- Vier Tänze für Violine und Klavier, 1995
- Gran Passacaglia für Streichquartett, 2002
- Trio über Schweizer Volkslieder für Violine, Violoncello und Klavier, 2004
- "…non ti scordar!" für Klarinette, Violoncello und Klavier, 2004
- Komposition zur Kunstgrenze für Violine, Oboe und Bassklarinette, 2010
- Quintetto fabuloso für Klarinette und Streichquartett, 2011
- Sudoku für Streichtrio, 2012
- Suite für Blockflötenquartett, 2014
- Flötenzauber für Panflöte und Streichquartett, 2015

Chor
- In Sand geschrieben (Hermann Hesse) für Männerchor und Klavier (Orchester) 1983
- Im Anfang war das Wort für Männerchor und Streichquintett, 1990/1991
- Ich lag in einem Schlafe für Solosopran, Chor und Orchester, 1994/1995

- Pilzkunde (Rolf Hörler) für 3 gleiche Stimmen, Sprecher, Flöte, Violine und Klavier, 2001
- In omnem terram für Doppelchor und Handglocken, 2004
- Wandelnd im Schlosspark (Lili Keller) 16 Haiku für Chor, Flöte und Marimba, 2010
- Lichtgesänge für Chor und Orchester, 2012

Sologesang
- Und auch ihr habt nun Traurigkeit für Bass und Orgel, 1988
- Trödelmarkt der Träume (Michael Ende), für Mezzo (Countertenor) und Klavier, 1994/1996
- Imperia, sinfonische Dichtung für Sopran und Orchester, 2006
- Die schöne Müllerin von Franz Schubert, für tiefe Stimme gesetzt
- Sieben Luftlieder für Sopran und Bläserquintett nach Gedichten von Lili Keller, 2011
- Tre romanze (Ada Negri) für Sopran und Klavier, 2011
- Laura Kriminal-Kammeroper, 1996–1998, Libretto vom Komponisten

## CD-Einspielungen (Auswahl)
- Oscillations – Schwankungen. Piano Duo Katja und Ines Lunkenheimer, 2013.
- Komposition zur Kunstgrenze. Frédéric Bolli, 2013.
- …non ti scordar! Kammermusik von Frédéric Bolli. 2008.
- Werke für Klavier und Orchester. Werke der Komponisten Frédéric Bolli, Jost Meier, Robert Suter. 2002.
- Pilzkunde – Taub Raum Stumm. Werke von Julia Schwartz und Frédéric Bolli. 2002.

## Buchveröffentlichung
- Honoré de Balzac: Imperia. zwei drollige Geschichten welchselbige der wohledle Herr von Balzac als Festtagsschmaus für alle Pantagruelskindlein in den Abteien der Tourraine sammelte und ans Licht zog. Hrsg.: Frédéric Bolli. Bolli, Konstanz 2007, OCLC 315448443 (128 S., französisch: Honoré De Balzac. Übersetzt von Otto Julius Bierbaum, zweisprachige Ausgabe (französisch/deutsch)).